# Jyväskylä
För asteroiden, se 1500 Jyväskylä.

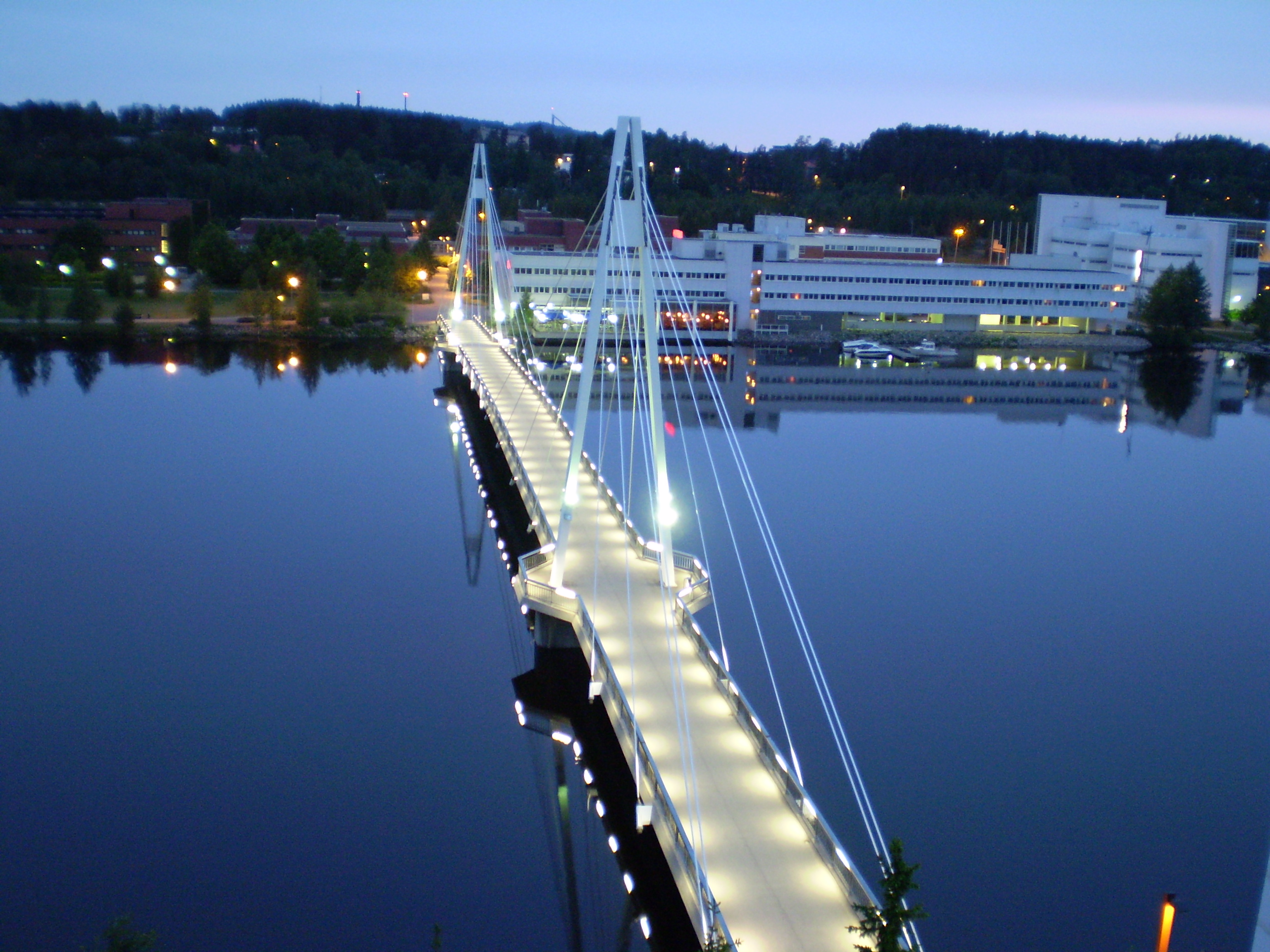
En utsikt över Ylistö bron, mittemot Mattilanniemi

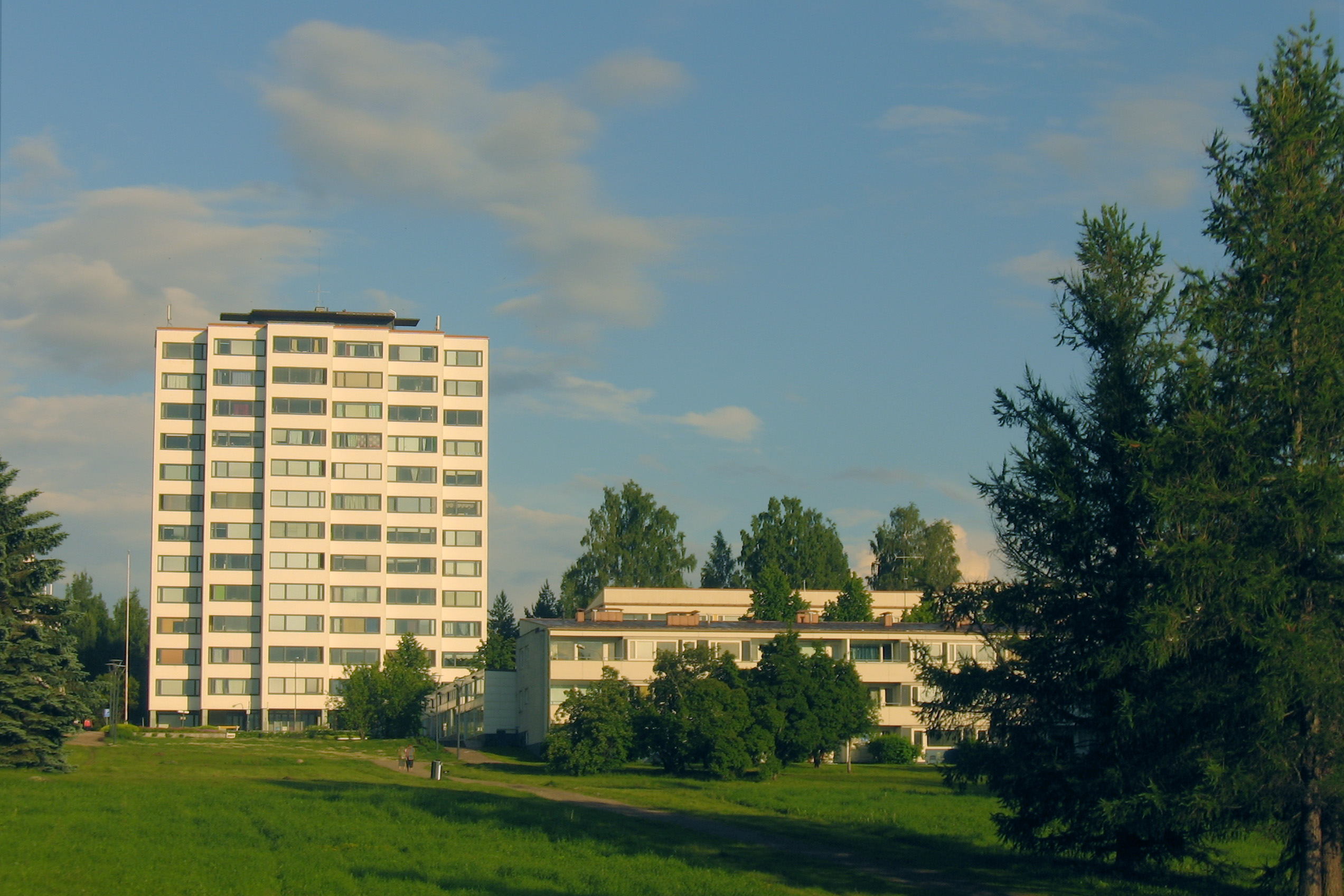
Viitatorni, ritat av arkitekt Alvar Aalto

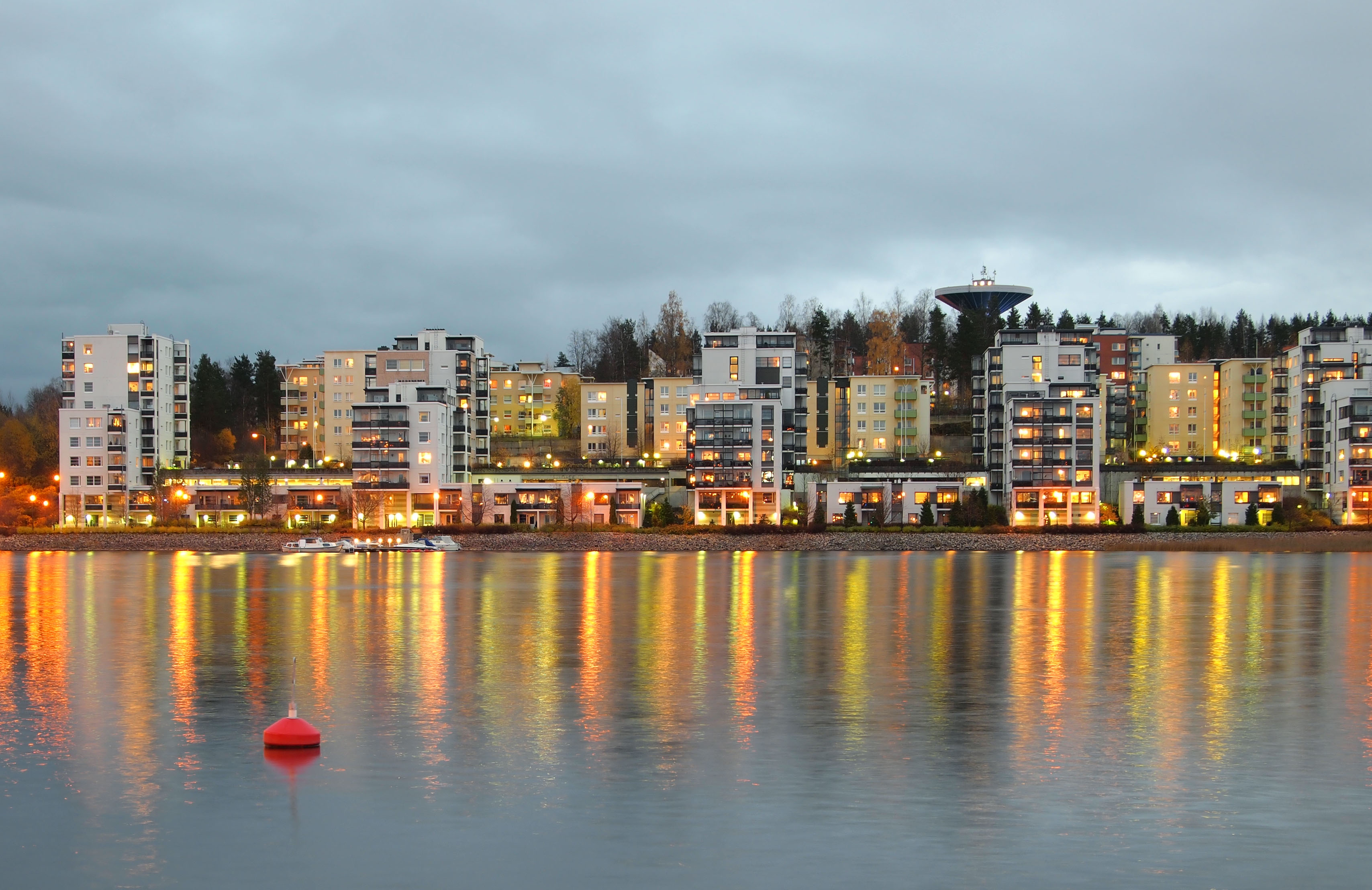
Ainola stadsdel

Jyväskylä (finskt uttal: [ˈjyʋæsˌkylæ]) är en stad och kommun i landskapet Mellersta Finland i Finland. Jyväskylä ligger i norra ändan av sjön Päijänne och gränsar mot kommunerna Petäjävesi i väster, Uurainen och Laukas i norr, Toivakka och Muurame i öster samt Joutsa, Luhanka och Jämsä i söder. Kommunen har 144 473 invånare (2020).
Jyväskylä ekonomiska region omfattas förutom av själva staden även av kommunerna Hankasalmi, Laukas, Muurame, Petäjävesi, Toivakka och Uurainen.
Jyväskyläs språkliga status är enspråkigt finsk. Den största språkminoriteten är rysktalande. Från början av år 2009 är Jyväskylä den största finländska kommunen som inte har något svenskspråkigt parallellnamn, utan endast en finskspråkig namnform.

## Historia
Jyväskylä fick marknadsrättigheter 1801 och stadsrättigheter den 22 mars 1837. Samma år gjorde Carl Ludvig Engel upp en rutplan för staden och år 1838 hade staden 189 invånare. Finlands första finskspråkiga läroverk inrättades i Jyväskylä 1858. Självständig församling blev Jyväskylä år 1875 och stadskyrkan stod färdig 1880, ritad av Ludvig Isak Lindqvist.

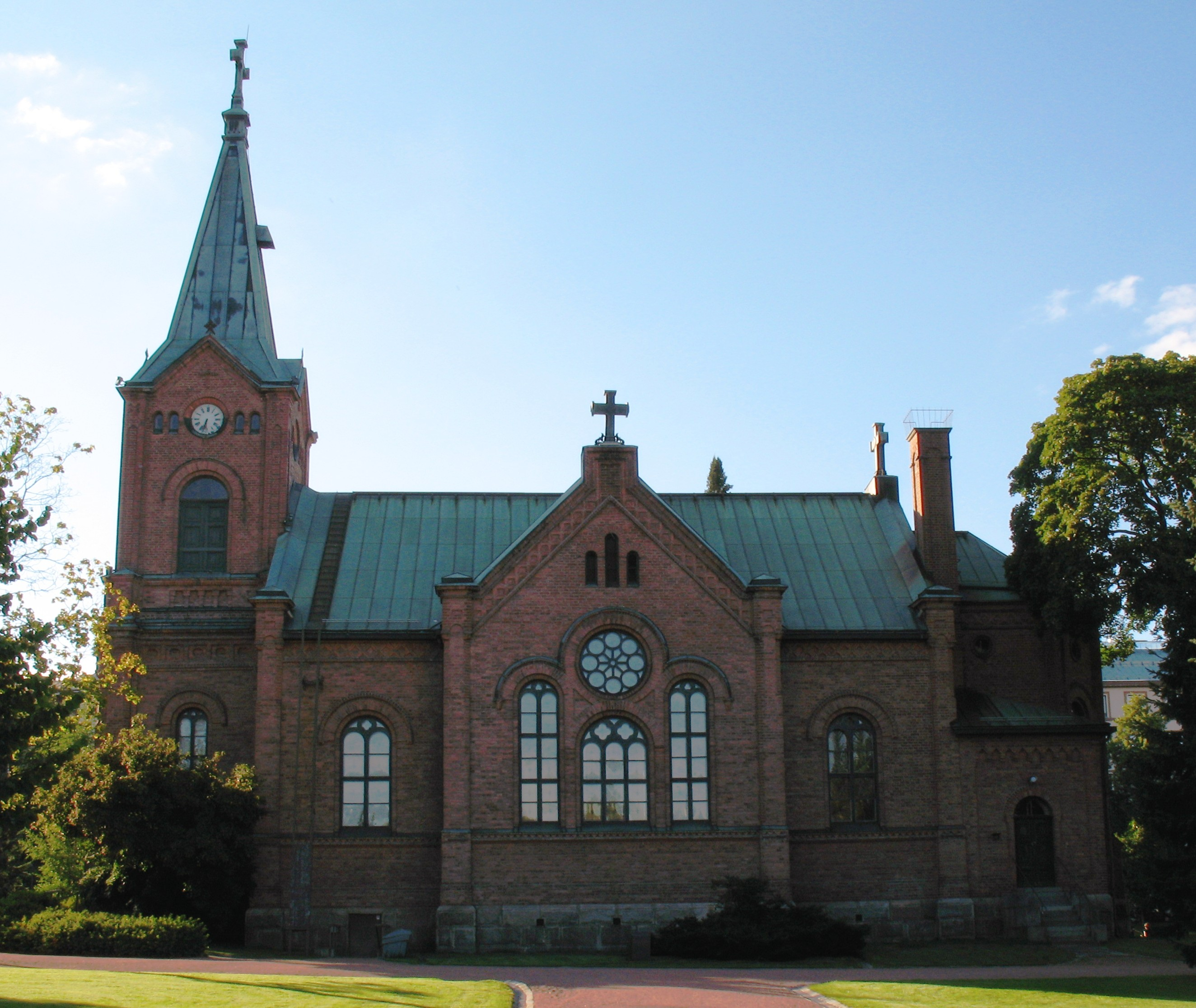
Jyväskylä stadskyrka

År 1897 nåddes Jyväskylä av järnvägen från Haapamäki, vilken ersatte ångbåtstrafiken över Päijänne till Lahtis som stadens viktigaste förbindelse. Under vinterkriget hade Jyväskylä bara 8 000 invånare, men efter det växte Jyväskylä mycket snabbt. 1 januari 1993 inkorporerades Säynätsalo kommun. Ännu år 2008 gränsade staden till Jyväskylä landskommun och Korpilax kommun. År 2008 uppgick Jyväskyläs folkmängd till 87 000 personer men efter en stor kommunsammanslagning mellan dessa båda kommuner vid årsskiftet 2008/2009 hade staden sedan 127 500 invånare.

## Geografi
Jyväskylä har hela tiden varit en viktig trafikknutpunkt. Närmsta större städer är Tammerfors (149 km), Kuopio (144 km), Lahtis (171 km) och S:t Michel (113 km). Till huvudstaden Helsingfors är det 272 km via landsväg och 342 km medelst järnväg.
Staden ligger vid sjön Päijännes norra ända, men den centrala delen av staden ligger mellan sjöarna Jyväsjärvi och Tuomiojärvi. Mellan Päijänne och Jyväsjärvi ligger Kuokkala, en ny del av staden. Man kan även säga att Jyväsjärvi är en del av Päijänne, eftersom dess vattenstånd är detsamma som Päijännes.
Jyväskylä ligger i ett kulligt landskap. Högsta höjden i omgivningarna är den 258 meter höga Uutelanmäki i Korpilax. Den högsta höjden i stadens gamla område är Pirttimäki, som är 249 meter hög, men Laajavuori är dock mer känd, eftersom den är en vintersportort och Matti Nykänens hoppbacke finns där.

## Centraltätorten
Jyväskyläs centrum är tätt bebyggt, i alla fall jämfört med andra finländska städer och staden har ett enhetligt rutformat gatunät. Större delen av stadens byggnader är byggda efter andra världskriget, och många av dem representerar ett arv från stadens formgivande son Alvar Aalto.
JYP är en ishockeyklubb från Jyväskylä i Finland och spelar i landets högsta liga. Klubben grundades 1923 och nådde FM-ligan 1985.
Invånarantalet i centraltätorten Jyväskylä uppgick 2012 till 117 974.

## Politik

### Mandatfördelning i Jyväskylä stad, valen 1964–2025
Statistik över kommunalval i Finland finns tillgänglig i statistikcentralens publikationer för enskilda kommuner från valet 1964 och framåt. Publikationen över kommunalvalet 1968 var den första som redovisade komplett partitillhörighet.
| 11 | 20 | 16 |

| 9 | 2 | 16 |  | 2 | 5 | 12 |

| 10 | 18 | 3 | 4 |  | 11 |

| 13 | 20 | 4 | 4 | 4 | 14 |

| 12 | 20 | 5 |  |  | 3 | 16 |

| 43 | 16 |

| 10 | 20 |  | 3 | 7 |  |  | 15 |

| 38 | 21 |

| 9 | 20 |  |  | 5 |  |  | 4 | 16 |

| 35 | 24 |

| 8 | 22 | 6 |  | 6 | 3 | 12 |

| 37 | 22 |

| 6 | 21 | 6 | 8 | 4 | 14 |

| 38 | 21 |

|  | 5 | 20 | 7 | 10 | 4 | 12 |

| 37 | 22 |

|  | 5 | 18 | 7 | 12 | 3 | 12 |

| 35 | 24 |

|  | 6 | 21 | 9 |  | 15 | 4 | 16 |

| 41 | 34 |

|  | 6 | 17 | 7 | 8 | 11 | 4 | 13 |

| 37 | 30 |

| 7 | 13 | 14 |  | 5 | 11 | 4 | 12 |

| 33 | 34 |

| 7 | 13 | 12 | 9 | 9 | 4 | 13 |

| 31 | 36 |

| 9 | 16 | 10 | 3 | 11 | 3 | 11 |

### Vänorter
Jyväskylä har följande vänorter:
- Debrecen, Ungern, sedan 1970
- Esbjerg, Danmark, sedan 1947
- Eskilstuna, Sverige, sedan 1947
- Fjarðabyggð, Island, sedan 1958
- Jaroslavl, Ryssland, sedan 1966
- Niiza, Japan, sedan 1997
- Potsdam, Tyskland, sedan 1985
- Poznań, Polen, sedan 1974
- Stavanger, Norge, sedan 1947
- Mudanjiang, Kina, sedan 1988
- Tartu vald, Estland, sedan 1991

## Utbildning
I staden finns Jyväskylä universitet med sju fakulteter.

## Demografi

### Befolkningsutveckling
| Befolkningsutvecklingen i Jyväskylä stad 1975–2020                                                           | Befolkningsutvecklingen i Jyväskylä stad 1975–2020 | Befolkningsutvecklingen i Jyväskylä stad 1975–2020 | Befolkningsutvecklingen i Jyväskylä stad 1975–2020 | Befolkningsutvecklingen i Jyväskylä stad 1975–2020 |
| --- | -------------------------------------------------- | -------------------------------------------------- | -------------------------------------------------- | -------------------------------------------------- |
| |                                                    |                                                    |                                                    |                                                    |
| År |                                                    |                                                    | Folkmängd                                          |                                                    |
| 1975 | 1975                                               |                                                    | 93 096                                             |                                                    |
| 1980 | 1980                                               |                                                    | 96 966                                             |                                                    |
| 1985 | 1985                                               |                                                    | 99 993                                             |                                                    |
| 1990 | 1990                                               |                                                    | 103 921                                            |                                                    |
| 1995 | 1995                                               |                                                    | 109 657                                            |                                                    |
| 2000 | 2000                                               |                                                    | 116 519                                            |                                                    |
| 2005 | 2005                                               |                                                    | 124 205                                            |                                                    |
| 2010 | 2010                                               |                                                    | 130 816                                            |                                                    |
| 2015 | 2015                                               |                                                    | 137 368                                            |                                                    |
| 2020 | 2020                                               |                                                    | 143 420                                            |                                                    |
| Anm: Uppgifterna avser förhållandena den 31 december nämnda år enligt områdesindelningen den 1 januari 2022. |                                                    |                                                    |                                                    |                                                    |

### Språk
Befolkningen efter språk (modersmål) den 31 december 2022. Finska, svenska och samiska räknas som inhemska språk då de har officiell status i landet. Resten av språken räknas som främmande. För språk med färre än 10 talare är siffran dold av Statistikcentralen på grund av sekretesskäl. Språk med färre än 100 talare har räknats ihop för att minska tabellens storlek.
| Språk                                        | Talare 2022-12-31 | Talare 2022-12-31 |
| Språk                                        | Antal             | Andel (%)         |
| -------------------------------------------- | ----------------- | ----------------- |
| Hela befolkningen                            | 145 887           | 100,0             |
| Inhemska språk totalt                        | 137 193           | 94,0              |
| Finska                                       | 136 878           | 93,8              |
| Svenska                                      | 299               | 0,2               |
| Samiska                                      | 16                | 0,0               |
| Främmande språk totalt                       | 8 694             | 6,0               |
| Ryska                                        | 1 735             | 1,2               |
| Persiska                                     | 769               | 0,5               |
| Engelska                                     | 614               | 0,4               |
| Arabiska                                     | 545               | 0,4               |
| Kurdiska                                     | 424               | 0,3               |
| Kinesiska                                    | 346               | 0,2               |
| Estniska                                     | 304               | 0,2               |
| "Annat språk"                                | 295               | 0,2               |
| Turkiska                                     | 244               | 0,2               |
| Thailändska                                  | 213               | 0,1               |
| Swahili                                      | 210               | 0,1               |
| Kinyarwanda                                  | 204               | 0,1               |
| Albanska                                     | 195               | 0,1               |
| Tyska                                        | 181               | 0,1               |
| Spanska                                      | 177               | 0,1               |
| Bengali                                      | 124               | 0,1               |
| Vietnamesiska                                | 124               | 0,1               |
| Franska                                      | 101               | 0,1               |
| Språk med färre än 100 talare men fler än 10 | 1 763             | 1,2               |
| Språk med färre än 10 talare                 | 126               | 0,1               |

|  | Finska (93,8 %) |

|  | Svenska (0,2 %) |

|  | Samiska (0,0 %) |

|  | Främmande språk (6 %) |

|  | Finska (93,8 %) |

|  | Svenska (0,2 %) |

|  | Samiska (0,0 %) |

|  | Främmande språk (6 %) |

## Kultur

### Sevärdheter
- Finlands hantverksmuseum. Utställningar om handarbetets historia i Finland. I anslutning till museet verkar Finlands Folkdräktscentrum.
- Mellersta Finlands flygmuseum. Ligger några kilometer utanför centrum, majoriteten av samlingarna är flygplan som har använts inom finska flygvapnet.

### Idrott
- Ishockey: JYP
- Motorsport: VM-rallyt Neste Oil Rally Finland, som körs i början av augusti varje år.

## Kända personer från Jyväskylä
- Alvar Aalto, arkitekt
- Minna Canth, författare
- Jere Hård, simmare
- Samppa Lajunen, skidlöpare, backhoppare
- Jani Lakanen, orienterare
- Lauri Markkanen, basketbollspelare
- Johanna Mesch, döv professor i lingvistik, Stockholms universitet
- Tommi Mäkinen, rallyförare
- Olli Määttä, Ishockeyspelare
- Matti Nykänen, backhoppare
- Sofi Oksanen, romanförfattare och dramatiker
- Mauri Pekkarinen, politiker
- Harri Rovanperä, rallyförare
- Wolmar Schildt, distriktsläkare, fennoman, utvecklare av finskan
- Henri Toivonen, rallyförare
- Matti Vanhanen, politiker, statsminister
- Väinö Voionmaa, professor, minister, riksdagsledamot
- Sinuhe Wallinheimo, ishockeymålvakt
- Sami Vatanen, Ishockeyspelare